# Seconda invasione mongola della Polonia
La seconda invasione mongola della Polonia, condotta dal generale Boroldai (Burundai) nel 1259-1260, vide gli assalitori asiatici invadere di nuovo il Regno polacco causando stavolta saccheggi nelle città di Sandomierz, Cracovia, Lublino, Zawichost e Bytom.

## Campagna militare
I mongoli avevano già assalito una prima volta le terre polacche nel 1240-1241, causando gravi danni in varie aree dell'Europa centrale.
La seconda invasione cominciò invece alla fine del 1259, dopo che un nutrito esercito mongolo era stato inviato nel Principato di Galizia-Volinia al fine di punire Danilo di Galizia per la sua condotta indisponente nei confronti degli asiatici: il sovrano desiderava liberarsi dal giogo tartaro e, per questo, si spinse addirittura a chiedere ad papa Alessandro IV di organizzare una crociata. Il principe Danilo dovette sottostare alle richieste mongole e nel 1258 le sue forze si unirono agli asiatici nelle incursioni in Lituania. Per indebolire la posizione di Danilo, l'Orda d'Oro decise di attaccare i suoi alleati, il re ungherese Béla IV e l'allora duca di Cracovia, Boleslao V il Casto.
Lo scopo dell'invasione appariva quello di saccheggiare il frammentato Regno di Polonia e indebolire Boleslao V, il quale era a capo di una provincia, Piccola Polonia, in rapida crescita. Secondo il piano degli assalitori, si doveva entrare nella Piccola Polonia a est di Lublino per poi dirigersi a Zawichost; dopo aver attraversato la Vistola, l'esercito doveva ripartirsi in due colonne, operando a nord e a sud delle montagne della Santa Croce (localizzate nei pressi di Kielce). Le colonne dovevano unirsi vicino a Chęciny, e poi dirigersi verso sud, a Cracovia. Nel complesso, le forze mongole sotto Boroldai ammontavano a 30 000 unità, tra cui erano presenti Danilo di Galizia, il suo fratello Vasilko Romanovič, i kipčaki e probabilmente lituani fatti prigionieri o jatvingi.
Gli eventi verificatisi nel Principato di Galizia-Volinia ebbero una certa risonanza nella Piccola Polonia e alla fine del 1258 e spinsero le autorità politiche locali ad allestire i preparativi per la difesa di Cracovia. Tuttavia, il lavoro andò presto abbandonato e i duchi Piast continuarono ad impegnarsi nelle loro decennali dispute intestine. Nell'ottobre 1259, subito prima dell'invasione, il duca della Grande Polonia Boleslao il Pio si alleò con Boleslao V il Casto e con il suo omologo della Masovia, Siemowit I, al fine di attaccare il loro rivale localizzato in Cuiavia Casimiro I. Poche settimane dopo, la Piccola Polonia venne invasa dalle orde mongole.
L'esercito mongolo si concentrò nei dintorni di Chełm, e dopo aver conquistato le città polacche a est della Vistola, gli invasori apparvero alle porte di Sandomierz all'inizio di dicembre 1259. Boroldai ordinò alle unità ausiliarie rutene di assediare e catturare la città, mentre la colonna principale marciava verso ovest verso le montagne della Santa Croce. La marcia fu segnata da devastazione continua, con l'assalto tra gli altri delle antiche abbazie di Koprzywnica e Wąchock (molto probabilmente non riuscirono invece a catturare l'abbazia benedettina di Łysa Góra). I mongoli limitarono la loro avanzata a Radom nel nord e Sulejów nell'ovest, e non entrarono in altre province polacche: le due colonne dell'esercito invasore congiunsero le forze vicino a Kielce e Chęciny, a metà gennaio 1260.
Allo stesso tempo, il sacco di Sandomierz continuò: i difensori della città resistettero strenuamente a tutti gli attacchi delle forze mongole e rutene. Dopo diverse settimane, i comandanti mongoli iniziarono i negoziati con i polacchi, che erano comandati da un uomo di nome Piotr di Krepa. I principi ruteni, che avevano preso parte all'assedio, suggerirono a Piotr di accettare le offerte mongole e abbandonare Sandomierz, in cambio di un passaggio sicuro per tutti i residenti della città. Di fronte alla prospettiva di patire la fame e le epidemie, i polacchi lasciarono Sandomierz il 2 febbraio 1260; i mongoli infransero però la loro promessa e massacrarono i civili e i difensori, dando luogo a razzie nell'agglomerato e poi radendo al suolo.
Il 5 febbraio, il grosso delle forze mongole salutò Sandomierz: tutte le unità si radunarono tra il 10 e il 12 febbraio e fecero il loro ingresso nella Piccola Polonia meridionale, una regione densamente popolata. Dopo aver saccheggiato le abbazie di Jędrzejów, Mogiła, Szczyrzyc e Miechów, i combattenti asiatici si lasciarono andare a varie nefandezze, soprattutto omicidi e demolizione di edifici. Nella seconda metà di febbraio, i mongoli raggiunsero Cracovia e, grazie a una strategia efficace, espugnarono la capitale, esclusa però la collina del Wawel, che risultava ben fortificata e difesa. Per impedire ai Piast di Slesia di fornire assistenza alla Piccola Polonia, Boroldai spedì alcune unità nell'area di Bytom: lo stesso duca Boleslao V il Casto dovette fuggire a Sieradz, con sua moglie Kinga di Polonia.
Alla fine di marzo del 1260, i Mongoli lasciarono la Piccola Polonia verso est lungo i contrafforti dei Carpazi.

## Conseguenze
La provincia invase dagli attaccanti andarono completamente distrutte e fruttarono un ingente bottinò in termini di ricchezze, mentre circa 10 000 polacchi furono fatti prigionieri e resi schiavi. Grazie a questa campagna, l'Orda d'Oro riuscì a scongiurare l'ipotesi di costituire un'alleanza in chiave anti-mongola e riuscì a soggiogare completamente il Principato di Galizia-Volinia.
I mongoli diedero luogo a una terza campagna in Polonia nel 1287-1288.